# Busunglück bei Jambol
Das Busunglück von Jambol ereignete sich am 28. Mai 2009 nahe der südöstlichen bulgarischen Stadt. 18 Menschen starben und etwa 20 wurden verletzt. Der Fahrer war unter den Verletzten und starb im Gefängnis während seiner zehnjährigen Haftstrafe.

## Unfallhergang
Die Opfer waren zu Fuß auf den Gipfel des Bakadschik gewandert, um an einem traditionellen Fest zu Himmelfahrt (Spasovden) teilzunehmen, das auf dem Gipfel stattfand. Gegen 9:15 Uhr Ortszeit stürzte der Bus, ein Tschawdar 11M4 des Transportunternehmens „MCI Slawi Slawow“ aus Jambol, in eine Fußgängergruppe, als er von einer Tour zur Alexander-Newski-Gedächtniskirche zurückkehrte.
Obwohl der Bus am 12. Mai für fahrtüchtig erklärt worden war, wird spekuliert, dass die Ursache des Unfalls ein Bremsversagen gewesen sein könnte. Weitere Faktoren, die zu der Tragödie beitrugen, waren die enge Straße, die hohe Geschwindigkeit und der feuchte Asphalt. Der Fahrer, der 60-jährige Gospodin Gospodinow, war nüchtern, er wurde schwer verletzt und im Pirogow-Krankenhaus in Sofia behandelt.
Die meisten der Opfer waren über 60 Jahre alt, eines war ein 16-jähriger Junge. Dreizehn der Toten waren Frauen und fünf Männer; alle stammten aus Jambol oder den umliegenden Dörfern. 20 Menschen wurden verletzt, vier von ihnen befanden sich aufgrund von Kopfverletzungen zunächst in einem kritischen Zustand.

## Untersuchungen
Die Inspektion nach dem Unfall ergab, dass der Bus zahlreiche technische Mängel aufwies. Die Bremsen hatten nur eine Bremskraft von 23 % und es wurde festgestellt, dass Nägel, Draht und eine Münze zur Reparatur des Busses verwendet worden waren.
Im Jahr 2012 wurden der Busfahrer Gospodin Gospodinow und der Busbesitzer Slawi Slawow zu jeweils zehn Jahren Gefängnis verurteilt. Gospodinow starb dort einige Monate später, während Slawow bis zu seiner Festnahme im Januar 2018 untergetaucht war. Die Werkstatt, die den Bus für fahrtüchtig erklärt hatte, musste keine rechtlichen Konsequenzen fürchten.

## Reaktionen
Der 29. Mai 2009 wurde in Bulgarien zu einem nationalen Trauertag erklärt. Die politischen Parteien legten für die nächsten Tage eine Wahlkampfpause für die Anfang Juni anstehenden Wahlen des Europäischen Parlaments ein. Die bulgarische Nationalversammlung legte nach Bekanntwerden des Unglücks eine Schweigeminute ein. Präsident Georgi Parvanov und Ministerpräsident Sergei Stanischew änderten ihre Termine und besuchten nach Angaben ihrer Büros die Unglücksstelle.